# جمعية مرشدات فيجي
جمعية مرشدات فيجي هي المنظمة الإرشادية الوطنية في فيجي. تأسست المنظمة في عام 1924، وأصبحت المنظمة عضوا كامل العضوية في الرابطة العالمية للمرشدات وفتيات الكشافة في عام 1981. المنظمة للبنات فقط وتضم 1،829 عضوة (اعتبارا من عام 2003).